# Britta Persson
Britta Persson, född 1981 i Vattholma, är en svensk popmusiker. Hon skivdebuterade 2005 med EP:n Found at Home och har givit ut ytterligare tre album. Persson har spelat live i framförallt Sverige men också i Tyskland, England och Brasilien. De första åren var hon soloartist men numera spelar hon alltid med band, där den stående medlemmen är Per Nordmark på trummor, medan övriga medlemmar varierar. Bokningsbolaget är Luger.

## Biografi

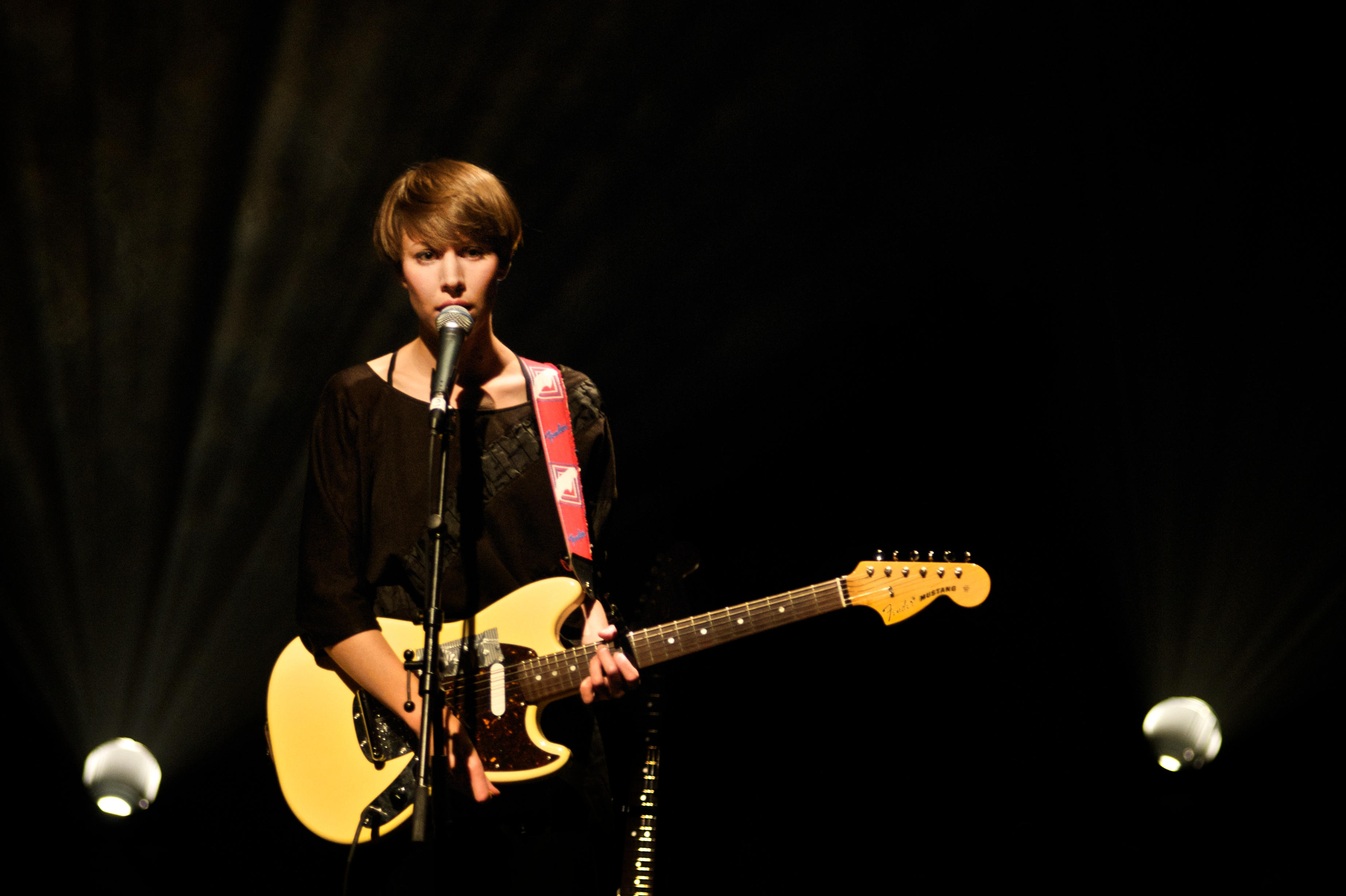
Britta Persson 2009.

Britta Persson började sin musikaliska karriär 2004 genom att sälja demoinspelningar över internet. Musiken distribuerades per post och varje köpare fick en handskriven låtlista. Samma år kontaktade Persson Kristofer Åström och föreslog ett musikaliskt samarbete. Åström accepterade förslaget och resultatet kan höras på singeln The Wild. I januari 2004 hade Persson sin första solospelning.
2005 kom Britta Perssons första skiva, EP:n Found at Home. Helsingborgs Dagblad gav skivan poängen 3/5.
År 2006 kom hennes albumdebut Top Quality Bones and a Little Terrorist där låten "Winter Tour" blev skivans stora hit. Albumet kom till hemma hos Kristofer Åström "med en mikrofon, en gitarr och en dator". Albumet fick ett gott mottagande. I anslutning till skivan åkte Persson ut på en Sverigeturné.
2007 var Persson nominerad i två kategorier på Manifestgalan, bästa singer/songwriter och bästa nykomling. Samma år medverkade hon på en hyllningsskiva till Cornelis Vreeswijk.
Året efter, 2008, kom andra albumet, Kill Hollywood Me, där låten "Cliffhanger" kanske märks mest. Medverkade gäster på skivan är bl.a. Christian Kjellvander och Markus Krunegård. Skivan mottogs generellt sett väl. Samma år turnerade hon som en del av kulturprojektet Jam All Stars, i regi av Riksteatern.
Den 5 oktober 2009 sjöng Persson tillsammans med Camera Obscura på deras spelning i Stockholm. Samma år medverkade hon på Kristofer Åströms skiva Sinkadus.
I september 2010 kom Britta Perssons tredje studioalbum, Current Affair Medium Rare. Skivan mottogs väl.
I januari 2011 underhöll Persson en stor TV-publik när hon gjorde två musikinslag i ett avsnitt av På spåret.
I april 2013 kom Perssons fjärde studioalbum, If I Was a Band My Name Would Be Forevers.
Den 6 september 2019 släppte Britta Persson skivalbumet Folk – dikt och toner om personer, där hon har satt musik till rimmade texter för barn, skrivna av tvillingsystrarna Emma och Lisen Adbåge.

## Diskografi

### Album
- Top Quality Bones and a Little Terrorist (2006) (Bonnier Amigo)
- Kill Hollywood Me (2008) (Bonnier Amigo)
- Current Affair Medium Rare (2010) (Selective Notes/Razzia Records)
- If I Was a Band My Name Would Be Forevers (2013)
- Folk – dikt och toner om personer (2019)

### EP
- Demo 1 (2004) (egen utgivning)
- Demo 2 (2004) (egen utgivning)
- Found at Home (2005) (Startracks)